# Piotr Kołuda
Piotr Kołuda (ur. 16 października 1975) – polski brydżysta, arcymistrz, zawodnik drużyny Synergia Lublin.
Piotr Kołuda w kartotekach EBL i WBF zarejestrowany jest pod nazwiskami: „Piotr Koluda”, „Piotr Kodula”, „P Koloda” oraz „P Loluda”.

## Wyniki brydżowe

### Zawody krajowe
W rozgrywkach krajowych zdobywał następujące lokaty:
| Mistrzostwa Polski par | Mistrzostwa Polski par | Mistrzostwa Polski par        | Mistrzostwa Polski par |
| Rok                    | Kategoria              | Partner                       | Pozycja                |
| 2015                   | Open                   | Grzegorz Darkiewicz-Moniuszko | 1                      |
| ---------------------- | ---------------------- | ----------------------------- | ---------------------- |
| 1998                   | Open                   | Jacek Ciechomski              | 3                      |

| Mistrzostwa Polski teamów | Mistrzostwa Polski teamów | Mistrzostwa Polski teamów | Mistrzostwa Polski teamów |
| Rok                       | Typ                       | Kategoria                 | Pozycja                   |
| ------------------------- | ------------------------- | ------------------------- | ------------------------- |
| 1999                      | Patton                    | Open                      | 2                         |

| Drużynowe mistrzostwa Polski | Drużynowe mistrzostwa Polski | Drużynowe mistrzostwa Polski |
| Sezon                        | Drużyna                      | Pozycja                      |
| ---------------------------- | ---------------------------- | ---------------------------- |
| 2004/05                      | Kadimex Warszawa             | 2                            |

### Zawody światowe
W światowych zawodach zdobył następujące lokaty:
| Mistrzostwa Świata. Konkurencja teamów | Mistrzostwa Świata. Konkurencja teamów | Mistrzostwa Świata. Konkurencja teamów     | Mistrzostwa Świata. Konkurencja teamów | Mistrzostwa Świata. Konkurencja teamów | Mistrzostwa Świata. Konkurencja teamów |
| Rok                                    | Miejsce                                | Zawody                                     | Kategoria                              | Drużyna                                | Pozycja                                |
| -------------------------------------- | -------------------------------------- | ------------------------------------------ | -------------------------------------- | -------------------------------------- | -------------------------------------- |
| 2000                                   | Maastricht                             | 1(M). Akademickie Mistrzostwa Świata Temów | Open                                   | Poland                                 | 8                                      |

| Mistrzostwa Świata. Konkurencja par | Mistrzostwa Świata. Konkurencja par | Mistrzostwa Świata. Konkurencja par | Mistrzostwa Świata. Konkurencja par | Mistrzostwa Świata. Konkurencja par | Mistrzostwa Świata. Konkurencja par |
| Rok                                 | Miejsce                             | Zawody                              | Kategoria                           | Partner                             | Pozycja                             |
| ----------------------------------- | ----------------------------------- | ----------------------------------- | ----------------------------------- | ----------------------------------- | ----------------------------------- |
| 1999                                | Nymburk                             | 3. Mistrzostwa Świata Par Juniorów  | Juniorzy                            | Dominik Filipowicz                  | 41                                  |

### Zawody europejskie
W europejskich zawodach zdobył następujące lokaty:
| Zawody europejskie. Konkurencja par | Zawody europejskie. Konkurencja par | Zawody europejskie. Konkurencja par | Zawody europejskie. Konkurencja par | Zawody europejskie. Konkurencja par | Zawody europejskie. Konkurencja par |
| Rok                                 | Miejsce                             | Zawody                              | Kategoria                           | Partner                             | Pozycja                             |
| 2015                                | Tromso                              | 7 Otwarte Mistrzostwa Europy Par    | Open                                | Grzegorz Darkiewicz-Moniuszko       | 38                                  |
| ----------------------------------- | ----------------------------------- | ----------------------------------- | ----------------------------------- | ----------------------------------- | ----------------------------------- |
| 1999                                | Warszawa                            | 10. Mistrzostwa Europy Par          | Open                                | Jacek Ciechomski                    | 336                                 |

## Klasyfikacja
- Piotr Kołuda – klasyfikacja PZBS
- Piotr Kołuda – klasyfikacja EBL (ang.)
- Piotr Kołuda – klasyfikacja WBF (ang.)
- Piotr Kołuda – klasyfikacja EBL (ang.)
- Piotr Kołuda – klasyfikacja WBF (ang.)
- Piotr Kołuda – klasyfikacja EBL (ang.)
- Piotr Kołuda – klasyfikacja WBF (ang.)
- Piotr Kołuda – klasyfikacja EBL (ang.)
- Piotr Kołuda – klasyfikacja WBF (ang.)